# Alamy
Pour les articles homonymes, voir Alami.
Alamy est un portail basé en Royaume-Uni ayant des images de plus de 420 agences d'image et de plus de 1 000 photographes. Lancé en 2001, il est une alternative à Getty Images, qui permet notamment de faire des recherches en fonction de la licence sous laquelle est l'image (libre de droits ou non).